# سن-امیلیون
سن-امیلیون (به فرانسوی: Saint-Émilion) یک کمون در فرانسه است که در canton of Libourne واقع شده‌است.

## خصوصیات
سن-امیلیون ۲۷٫۰۲ کیلومترمربع مساحت و ۱٬۹۳۱ نفر جمعیت دارد و ۲۳ متر بالاتر از سطح دریا واقع شده‌است.